# 幽州之战 (917年)
幽州之战，917年（后梁贞明三年、晋天祐十四年、契丹神册二年）三月到八月，契丹攻打晋国幽州（今北京市）失败的作战。
917年三月，辽太祖派卢文进引契丹兵速攻新州，新州刺史安金全弃城而逃。卢文进任部将刘殷为新州刺史，坚守新州。晋王李存勖派周德威会合河东、镇州、定州诸军进攻新州，十几天未克。辽太祖率军三十万前往援救，打败周德威。契丹乘胜包围幽州，声言百万大军。卢文进教他们挖地道。在城边垒土山居高临城，城中熔铜来投洒敌人，每天杀近一千人。周德威密派使者告急于李存勖，李存勖和梁军相持在黄河，分兵则兵少，不援又怕失去幽州。李嗣源、李存审、阎宝劝李存勖去解救幽州。李存勖高兴地说：“从前唐太宗得到一个李靖还能抓获颉利，今我有三猛将人，又有何虑？”四月，李存勖命令李嗣源领兵率先前进，在涞水驻扎下来，阎宝率领镇州、定州的军队跟在后面。
契丹围困幽州近二百天，幽州城内十分困难。晋将李嗣源、阎宝、李存审率军七万在易州会师。八月十七日，李嗣源、阎宝、李存审率兵从易州向北出发，八月二十三日，翻过大房岭，沿着山涧向东。李嗣源和他的养子李从珂率骑三千为前锋部队，距幽州六十里与契丹军相遇。契丹军退却，晋军从两翼随其后。契丹军在山上，晋军在山涧，每到谷口，契丹军拦截晋军，李嗣源父子奋战前进。到山口时，契丹军用骑兵一万拦截晋军。李嗣源领骑兵百余前进，他脱掉甲胄，扬鞭上马，用契丹语斥责契丹人。奋击斩杀契丹酋长一人。晋军后部一起进攻契丹，契丹后退，晋军出山口。李存审命部下伐木，做成鹿角。契丹军经过晋营，晋军射击契丹军，契丹死伤人马堵塞道路。李存审命部下在契丹军之后摆好阵势，暂不要动。他先令弱军拿着点燃的柴草前进，烟雾遮天，契丹人不知晋军情况。晋军击鼓喧闹，一起出战，李存审使后军追击，契丹大败，从北山逃跑，丢弃满地战车、帐蓬、铠甲、羊、马等。晋军追击，俘斩的契丹兵万余。八月二十四日，李嗣源等进入幽州，周德威见到他，握手流涕。